# (164640) 1995 GN4
(164640) 1995 GN4 es un asteroide perteneciente al cinturón de asteroides, descubierto el 5 de abril de 1995 por el equipo del Spacewatch desde el Observatorio Nacional de Kitt Peak, Arizona, Estados Unidos.

## Designación y nombre
Designado provisionalmente como 1995 GN4.

## Características orbitales
1995 GN4 está situado a una distancia media del Sol de 2,310 ua, pudiendo alejarse hasta 2,580 ua y acercarse hasta 2,040 ua. Su excentricidad es 0,117 y la inclinación orbital 3,587 grados. Emplea 1282,39 días en completar una órbita alrededor del Sol.
Pertenece a la familia de asteroides de (135) Hertha.

## Características físicas
La magnitud absoluta de 1995 GN4 es 16,88.